# Estèla
Étoile-sur-Rhône és un municipi francès del departament de la Droma, a la regió d'Alvèrnia-Roine-Alps.